# Eleonora Normanska
 Ovo je glavno značenje pojma Eleonora Normanska. Za druga značenja pogledajte Eleonora.
Eleonora Normanska (eng. Eleanor of Normandy) bila je flandrijska grofica.
Gospa Eleonora rođena je u Normandiji kao kći normanskog vojvode Rikarda II. i Judite Bretonske. Eleonorina je sestra bila grofica Alisa. Eleonora je imala tri brata, uključujući Roberta I. Normanskog, oca Vilima I. Osvajača koji je postao vojvoda Normana i engleski kralj. Godine 1017., Eleonorina je majka Judita umrla, a vojvoda Rikard ponovno se oženio.
Eleonora je postala druga supruga flandrijskoga grofa Balduina IV., za kojeg se udala 1031. godine. Balduin je imao sina kojeg je rodila Ogiva. Eleonora je postala flandrijska grofica. Njena i Balduinova kći bila je Judita Flandrijska.